# 海老塚耕一
海老塚 耕一（えびづか こういち、1951年 - ）は、日本の現代美術家。彫刻家、版画家。多摩美術大学教授。神奈川県横浜市生まれ。父は画家の海老塚市太郎。
多摩美術大学美術学部建築科卒。多摩美術大学大学院美術研究科修了。
主に木、石、金属を素材とした作品を制作している。
映像作家・鈴木志郎康によるドキュメンタリー映画『極私的にEBIZUKA』（2001年）、『山北作業所』（2002年）が撮られている。

## 主な個展
- 1975年「石」田村画廊/東京
- 1977年「BOX-E/反射と同化」田村画廊/東京
- 1978年「BOX-J/反射と同化」ときわ画廊/東京
- 1979年「BOX-K/boxと仮定して」田村画廊/東京
- 1980年「BOX-M/反射と同化」ときわ画廊/東京
- 1981年「連関作用」ギャラリー葉/東京、連関作用」ウエストベスギャラリー/名古屋
- 1982年「コンクリートと鉄・柱」ギャルリーところ/東京、「連関作用」ギャラリーホワイトアート/東京、「連関作用」ウエストヴェスギャラリー/名古屋
- I983年「連関作用」ギャラリー葉/東京
- 1984年「連関作用」ウエストヴェスギャラリー/名古屋、「連関作用-木と鉄による彫刻・ドローイング」ギャルリーところ/東京、「連関作用」NEWS/東京
- 1985年「連関作用-木の造形」ギャラリースペース21/東京、「連関作用-木挽」NEWS/東京
- 1986年「連関作用-Insta11ati・Scu1ptureDrawi・s」ギャルリーところ/東京、「連関作用」NEWS/東京
- 1988年「連関作用」ギャルリーところ/東京、「連関作用」ルナミ画廊/東京
- 1989年「連関作用-Scu1ptureDrawings」ギャルリーところ/東京
- 1991年「平櫛田中賞受賞記念展」日本橋高島屋/東京・井原市立田中美術館/岡山県、「違関作用-潜在素/水より」ギャルリーところ/東京
- 1992年「連関作用-木・鉄」日本橋高島屋/東京
- 1993年「連関作用-地下からの眼差」日本橋高島屋/東京、「連関作用-スチールドローイング」ルナミ画廊/東京
- 1994年「連関作用-表象・Wood」日本橋高島屋/東京
- 1995年「連関作用-絵画」ギャラリーイセヨシ/東京、「連関作用-存在の制作」日本橋高島屋/東京
- 1996年「連関作用-絵画」ギャラリーイセヨシ/東京、「静止した水」ルナミ画廊/東京、「連関作用-水の光景」日本橋高島屋/東京
- 1997年「静止した水-水の風」ARTBOX/横浜、「海老塚耕一展」板室観光ホテル大黒屋/栃木、「海老塚耕一展」ギャラリーイセヨシ/東京、「海老塚耕一展」日本橋高島屋/東京
- 1998年「海老塚耕一展」養清堂画廊/東京、「海老塚耕一展」板室観光ホテル大黒屋/栃木
- 1999年「せとだビエンナーレV」（広島県・瀬戸田）
- 2000年 海老塚耕一展」プラザ ギャラリー/東京 「海老塚耕一展」養清堂画廊/東京 「海老塚耕一展」ギャラリーNAF（名古屋）
- 2001年 大阪御堂筋・明治生命館のエレベーターホールの一階壁面に〈浮遊する水—風との対話I〉、地下2階壁面に〈浮遊する水—風との対話II〉、二階壁面に〈水の街から、風の街から〉、2階から12階までのドアに〈詩人の風景よりー風〉11点を設置。
- 2001年「海老塚耕一展」養清堂画廊/東京
- 2001年「海老塚耕一展」ギャラリー・ムーブ/横浜
- 2001年「海老塚耕一展」Tamamiseum /名古屋
- 2001年「海老塚耕一展」ウエストベスギャラリーコズカ/名古屋
- 2001年「海老塚耕一展」せんたー画廊/横浜

鈴木志郎康の映像作品「極私的にEBIZUKA」が完成・上映される。
- 2002年「海老塚耕一展」ギャラリー・アパ/名古屋

鈴木志郎康の映像作品「山北作業所」が完成・上映される。
- 2002年「海老塚耕一展」養清堂画廊/東京
- 2002年The 9th International Art Festival In kanagawa「海老塚耕一展—眼差しの現象学—身体・素材・記憶」神奈川県民ホール/横浜
- 2002年「海老塚耕一展」無伴奏ギャラリー/松本
- 2003年「海老塚耕一展」弥右衛門画廊/京都
- 2003年「海老塚耕一展」養清堂画廊/東京
- 2004年「海老塚耕一展」村松画廊/東京
- 2004年「海老塚耕一展」養清堂画廊/東京
- 2004年「海老塚耕一展」アートゾーン神楽岡/京都
- 2004年「海老塚耕一・フォトスカルプチュアー展」せんたあ画廊/横浜

大阪・梅田ハービスENTに「水の階・風の象I、II」を設置
- 2005年 滋賀・スターライト工業株式会社に「通路からー水の象」を設置
- 2005年「water and wind」 ローズガーデン/タイ・バンコック
- 2005年「海老塚耕一展」養清堂画廊/東京
- 2006年「water and wind」チェンマイ大学美術学部ギャラリー/タイ・チェンマイ
- 2006年「海老塚耕一展」養清堂画廊/東京
- 2006年「海老塚耕一展」アートゾーン神楽岡/京都
- 2006年「海老塚耕一版画展−水、そしてあるいは風−」由美画廊/浜松
- 2006年「海老塚耕一の世界−水と風から−」アートコテージぱびるす/神奈川
- 2006年「海老塚耕一の小さな作品たち」 GEM ART/東京
- 2007年「海老塚耕一/ー絵画/彫刻/今 そして明日へー」 かわさきIBM市民文化ギャラリー/川崎
- 2007年「海老塚耕一展」 日仏会館エントランスホールギャラリー/東京
- 2007年「海老塚耕一ー混合の記憶ー」 入善町下山芸術の森発電所美術館/富山
- 2007年「海老塚耕一展」 養清堂画廊/東京
- 2007年「海老塚耕一展」 ウエストベスギャラリー小塚/名古屋
- 2007年「海老塚耕一展ー版で発信する作家たち2007」 ギャラリーマスガ/福島
- 2008年「海老塚耕一〈水・仮説の器ー記憶〉」　Gallery Q/東京

## 主なグループ展
- 1979年「第5回大邱現代美術祭」大邱/韓国
- 1980年「OPERATIONEQUINOX'80」ポンピドゥー・センター/パリ
- 1981年「第2回ハラ・アニュアル」原美術館/東京
- 1982年「第18回今日の作家展・ノヴェンバーステップス」横浜市民ギャラリー、「昭和57年度多摩美術大学芸術祭特別展」多摩美術大学実大学八王子校舎
- 1983年「ルナミ画廊20周年記念展」ルナミ画廊/東京、「現代美術の新世代展」三重県立美術館/津、「現代美術の展望立体造形」富山県立近代美術館/富山
- 1984年「鮮烈なる断片-無限を見据え、カオスと渡り合う行為」ギャラリー葉/東京
- 1985年「現代彫刻の歩み-木の造形」神奈川県立県民ホールギャラリー/横浜、「アーティスツ・ブックス展」フランクリン・ファーネス/ニューヨーク、フジテレビギャラリー/東京、「3人展」ギャラリー・スー/大邱/韓国
- 1986年「第6回インド・トリエンナーレ」ラリットカラアカデミー/ニューデリー/インド、「［現代美術展］アジアとの対話/日本からのメッセージ」ICA Nagoya/名古屋
- 1987年「美との対話。87」富山県立近代美術館/富山、「もの派とポストもの派の展開 1969年以降の日本の美術」西武美術館/東京、「第19回サンパウロ・ビエンナーレ」イビラプエラ公園内パビリオン/サンパウロ
- 1988年「第4回アジアンアート・ビエンナーレ」シルパカラアカデミー/ダッカ/バングラデシュ
- 1990年「現代彫刻の歩み皿物質と空間の変容-1970年以降の表現」神奈川県民ホールギャラリー/横浜、「プライマル・スピリット-今日の造形精神」ハラ・ミュージアム・アーク/群馬、ロサンゼルス・カウンテイ美術館、シカゴ現代美術館、フォート・ワース近代美術館、カナダ国立美術館/オタワ（〜1991年）、「第4回富山国際現代美術展」富山県立近代美術館/富山
- 1993年「アートイン白州」白州町/山梨
- 1994年「第4回現代日本木刻フェスティバル」関市文化会館/岐阜
- 1995年「澁澤龍彦画廊」日動画廊/東京
- 1996年「〈水彩の網>展」ギャラリー手/東京
- 1997年「箱・その宇宙展」ギャルリーユマニテ/東京・名古屋、「ふれあい彫刻展」宮崎県立美術館/宮崎、「モンドマルサン彫刻展」モンドマルサンの公共空間/フランス、「インサイド」カッセルと周辺の町の公共空間/ドイツ、「奥野健男と多摩美の作家達展」電通恒産画廊/東京
- 1998年「文化庁買上優秀美術作品披露展」日本芸術院会館/東京、「ACAF6」ロイヤルメルボルンエキヴィジションセンター/オーストラリア

- 2002年　新収蔵品展〈平成13年度収蔵〉佐久市立近代美術館/長野県
- 2002年「弐千弐年睦月展」　　ウエストベスギャラリーコズカ／名古屋
- 2002年「新春21世紀展」　	ギャルリーパリ/横浜
- 2002年「銅版画の5人展」	せんたー画廊/横浜
- 2002年「〈LIAISON〉による小品展」	ギャラリ・センターポイント/東京
- 2002年「小さな美の感情展」	八王子駅ビルNOW/東京
- 2002年　山本鼎生誕120周年記念「現代日本創作版画作家展」上田市観光会館/長野県
- 2003年「弐千参年睦月展」　　ウエストベスギャラリーコズカ／名古屋
- 2003年「第2回新春21世紀展」　	ギャルリーパリ/横浜
- 2003年 養清堂画廊開廊50周年記念展	養清堂画廊/東京
- 2003年　NICAF「3人展」	東京国際フォーラム/東京
- 2003年「大地の芸術祭 越後妻有アートトリエンナーレ 2003」	津南町
- 2003年「小さな美の感情展」	八王子駅ビルNOW/東京
- 2003年「平和へのメッセージ展」	佐藤美術館/東京
- 2004年「弐千四年睦月展」　　ウエストベスギャラリーコズカ／名古屋
- 2004年　第3回新春21世紀展」　	ギャルリーパリ/横浜
- 2004年「掌のあそび展」	楽房柊屋/鎌倉
- 2004年「三版種　6人展」	Gallery　風/東京
- 2005年「新春カレンダー原画展」	アートコテージぱぴるす/相模原
- 2005年　新世紀の顔・貌・KAO」	アートギャラリー・アンファン/新宿ほか7会場
- 2005年「弐千五年睦月展」　　ウエストベスギャラリーコズカ／名古屋
- 2005年「なずなの花」	佐谷祇子邸/東京
- 2005年「現代版画－松本スタイル－展」　松本市の街角 / 長野県
- 2005年「三版種　6人展」　静岡カントリー浜岡コース＆ホテル・カルチャーフロアー/静岡県
- 2005年「現代版画の交差点」	ミュゼ浜口陽三・ヤマサコレクション
- 2006年「二千六年睦月展」	ウエストベスギャラリーコズカ／名古屋
- 2006年「辛夷忌」	故毛利武士郎アトリエ/富山県黒部市
- 2006年「四人の版画」	広島SOGO美術画廊/広島
- 2006年「銅版画二人展」　GALLRY GLOSS & COFFE/岡山
- 2006年「東野芳明オマージュ展－水はつねに複数で流れる」	ギャラリーTOM/東京
- 2006年「あしがら里山アート展」　大井町・中井町/神奈川県
- 2006年「ジェムアートのクリスマス」　GEM ART/東京
- 2006年「輝くアーチストたち-この一年を振り返る」　京都・アートゾーン神楽岡
- 2006年「美術と遊ぼうーアートの迷宮」　富山県立近代美術館
- 2007年「春陽展」 国立新美術館/東京
- 2007年「こぶし忌」 故毛利武士郎アトリエ/富山県黒部市
- 2007年「TAMA VIVANT 2007 潜在する糸」 多摩美術大学絵画東棟ギャラリー、みなとみらい駅地下コンコース/横浜
- 2008年「二千八年睦月展」　ウエストベスギャラリー小塚/名古屋

## 受賞歴
- 1986年 第6回インド・トリエンナーレ ゴールド・メダルを受賞
- 1988年 第4回アジアンアート・ビエンナーレ 最優秀作家賞を受賞
- 1991年 第15回平櫛田中賞を受賞
- 2001年「第19回現代日本彫刻展」神奈川県立近代美術館賞を受賞
- 2003年 高島屋文化賞受賞

## 職歴
- 多摩美術大学美術学部グラフィックデザイン科助手
- 多摩美術大学美術学部芸術学科助手
- 多摩美術大学美術学部助教授
- 多摩美術大学美術学部教授
- 多摩美術大学美術学部芸術学科教授
- 多摩美術大学美術学部芸術学科長